# مكينة إبراهيم (بوزي)
مكينة إبراهيم (بالفارسية: مکینه ابراهیم) هي منطقة سكنية تقع في إيران في قسم بوزي الريفي.